# Wittig (Familienname)
Wittig ist ein deutscher Familienname.

## Namensträger
- Arnd Wittig (1921–1999), deutscher Bildhauer
- August Wittig (1823–1893), deutscher Bildhauer
- Barbara Wittig (* 1944), deutsche Politikerin (SPD)
- Bartholomäus Wittig (um 1610–1684), deutsch-schlesischer Maler
- Bernd Falk Wittig (* 1963), deutscher Politiker (AfD)
- Bruno Wittig (1885–1973), deutscher Politiker (SPD)
- Burghardt Wittig (* 1947), deutscher Mediziner, Molekularbiologe und Bioinformatiker
- Carl Wittig (* 1995), deutscher Jazzmusiker
- Carlo Wittig (* 1988), deutscher Handballspieler
- Christopher Wittig (* 1995), deutscher Futsalnationalspieler
- Claus Peter Wittig (1949–2007), deutscher Maler
- Curt Wittig (* 1943), US-amerikanischer Chemiker
- Edward Wittig (1879–1941), polnischer Bildhauer
- Emil Wittig (1870–1928), deutscher Schauspieler
- Erich Wittig (* 1926), deutscher Fußballspieler
- Ernst Wittig, deutscher Pianofabrikant, siehe Wittig (Instrumentenbauer) #Ernst Wittig
- Ernst Ludwig Wittig (1815–??), deutscher Revolutionär
- Ernst-Wilhelm Wittig (1947–2020), deutscher Exhibitionist
- Erwin Wittig, deutscher Radsportler
- Frank Wittig (* 1964), deutscher Journalist
- Friedrich Arthur Wittig (1894–1962), deutscher Maler und Grafiker
- Georg Wittig (1897–1987), deutscher Chemiker
- Gerhard Wittig (* 1930), ehemaliger deutscher Polizeioffizier; Generalleutnant und Chef der Bezirksbehörde der Deutschen Volkspolizei (BDVP) Erfurt
- Hans Wittig-Friesen, deutscher Grafiker und Verleger
- Hans-Georg Wittig (* 1942), deutscher Pädagoge
- Harald Wittig (1934–2018), österreichischer Politiker (ÖVP)
- Heinz Wittig (Politiker) (1921–1989), deutscher Politiker (SED)
- Heinz Wittig (Fußballspieler) (1921–1991), deutscher Fußballspieler
- Heinz Wittig (Wasserballspieler) (1938–2012), deutscher Wasserballspieler
- Hermann Wittig (1819–1891), Bildhauer
- Horst E. Wittig (1922–2002), deutscher Erziehungswissenschaftler
- Hugo Wittig (* 1833), deutscher Jurist und Politiker
- Iris Wittig (1928–1978), deutsche Militärpilotin
- Jens-Christian Wittig (* 1962), deutscher Landschaftsarchitekt, Stadtplaner und Künstler
- Johann Jakob Wittig (1634–1663), deutscher Mediziner
- Johannes VI. Wittig († 1667), deutscher römisch-katholischer Geistlicher und Abt
- John Wittig(1921–1987), dänischer Schauspieler
- Joseph Wittig (1879–1949), deutscher Theologe
- Justin Wittig (1907–1981), katholischer Theologe
- Karl Wittig (1890–1958), deutscher Radrennfahrer
- Karl-Heinz Wittig (* 1931), deutscher Ingenieur und Politiker (NDPD)
- Klaus Wittig (* 1938), deutscher Brigadegeneral der Bundeswehr
- Klemens Wittig (* 1937), deutscher Leichtathlet
- Lotte Oldenburg-Wittig (1896–1982), deutsche Malerin, Grafikerin und Illustratorin
- Louis Wittig (1834–1907), deutscher Kommerzienrat, sowie Abgeordneter des Landtags des Herzogtums Anhalt
- Martin C. Wittig (* 1964), deutscher Unternehmensberater
- Monique Wittig (1935–2003), französische Feministin
- Nadine Wittig (* 1964), deutsche Kostümbildnerin
- Otto Wittig (1859–1942), deutscher Architekt
- Paul Wittig (1853–1943), deutscher Unternehmer und Architekt
- Peter Wittig (* 1954), deutscher Diplomat
- Petra Wittig (* 1962), deutsche Juristin und Hochschullehrerin
- Reinhold Wittig (* 1937), deutscher Spieleautor
- Rüdiger Wittig (* 1946), deutscher Geobotaniker
- Rudolf Wittig (1900–1978), deutscher Bildhauer
- Sigmar Wittig (* 1940), deutscher Maschinenbauingenieur und Hochschullehrer
- Solms Wilhelm Wittig (1897–1968), deutscher Unternehmer und Hochschullehrer
- Thomas Wittig (* 1953), deutscher Politiker, Oberbürgermeister von Marienberg
- Werner Wittig (Radsportler) (1909–1992), deutscher Radsportler
- Werner Wittig (Politiker) (1926–1976), deutscher Politiker (SED)
- Werner Wittig (Künstler) (1930–2013), deutscher Maler, Grafiker und Holzschneider
- Willy Wittig (1902–1977), deutscher Maler, Grafiker und Illustrator